# Żuwincki Rezerwat Biosfery
Żuwincki Rezerwat Biosfery (lit. Žuvinto biosferos rezervatas) – rezerwat biosfery o powierzchni ok. 18,5 ha, utworzony w 2002 roku, włączony do międzynarodowej sieci UNESCO MAB w 2011 roku, znajdujący się w południowej części Litwy, na terenie rejonów olickiego i łoździejskiego w okręgu olickim oraz rejonu mariampolskiego w okręgu mariampolskim.
Rezerwat obejmuje jeziora Žaltytis, Żuwinty (lit. Žuvintas) oraz Amalvas otoczone przez bagna, które stanowią największy kompleks mokradeł na Litwie, las mieszany Bukta z cennymi siedliskami tworzonymi przez grab, a także okoliczne tereny rolnicze.

## Historia
Rezerwat przyrody na jeziorze Żuwinty jest najstarszym obszarem chronionym na Litwie. Został założony w 1937 roku z inicjatywy przyrodnika Tadasa Ivanauskasa celem ochrony rzadkich i zagrożonych wyginięciem gatunków ptactwa wodnego.
Od 1993 roku jezioro i jego okolice stanowią obszar wodno-błotny o znaczeniu międzynarodowym objęty ochroną w ramach konwencji ramsarskiej. W 2002 roku na bazie rezerwatu oraz innych przyrodniczo cennych terenów utworzono pierwszy na Litwie rezerwat biosfery, który w 2011 roku został włączony do międzynarodowej sieci UNESCO programu „Człowiek i biosfera” (MAB).
Od kwietnia 2004 roku rezerwat jest częścią obszaru specjalnej ochrony ptaków Žuvinto, Žaltyčio ir Amalvo pelkės (LTALYB003) oraz specjalnego obszaru ochrony siedlisk Žuvinto ežeras ir Buktos miškas (LTALY0005) wytyczonych w ramach programu Natura 2000. Teren rezerwatu stanowi również ostoję ptaków IBA organizacji BirdLife International.

## Charakterystyka

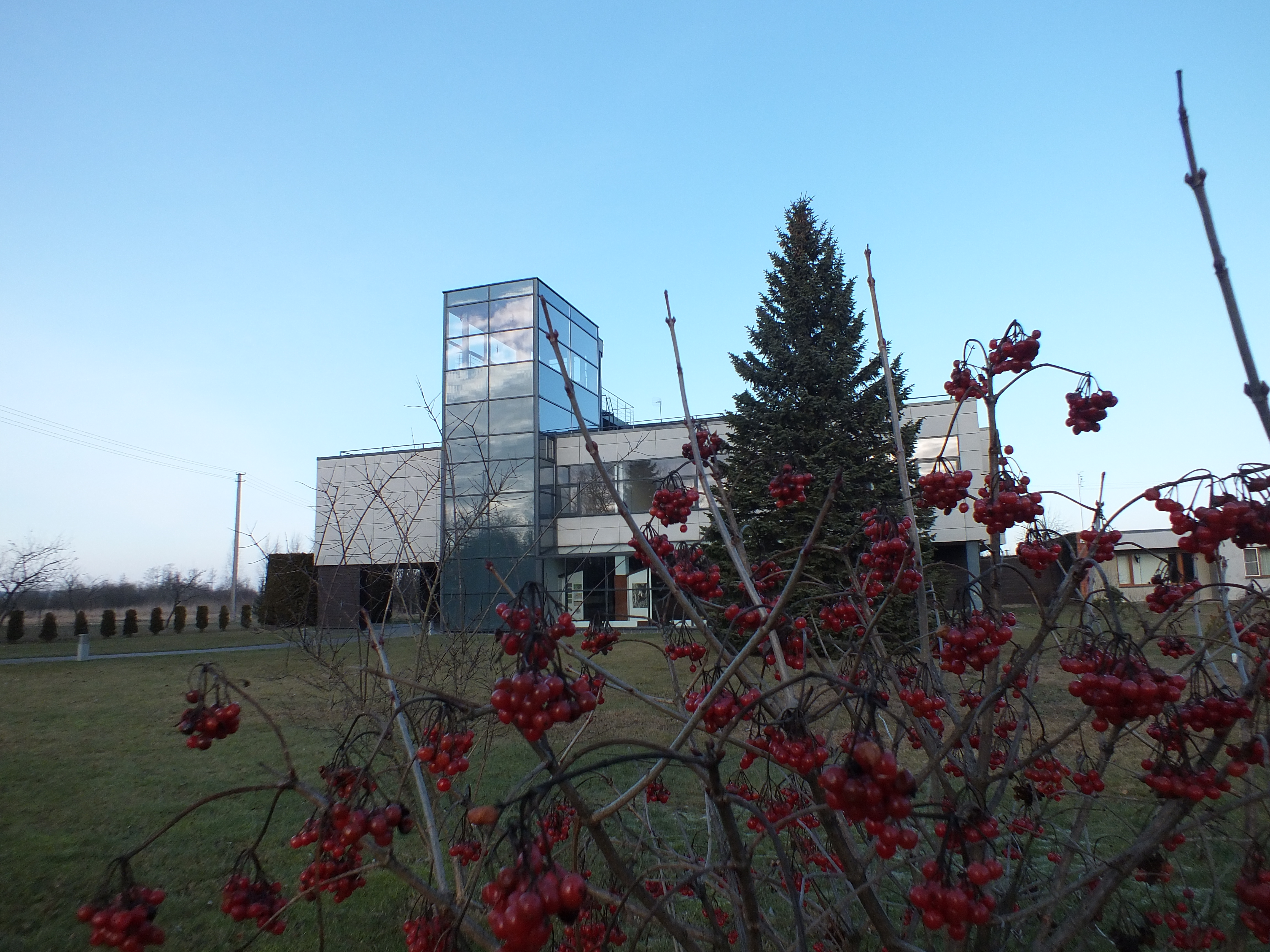
Centrum dla odwiedzających w Aleknonys (2015)

Żuwincki Rezerwat Biosfery zajmuje obszar o powierzchni 18 490 ha położony w południowej części Litwy. Jego teren obejmuje przede wszystkim trzy polodowcowe jeziora eutroficzne – Żuwinty (lit. Žuvintas; ok. 965 ha), Žaltytis (256 ha) i Amalvas (ok. 190 ha) – oraz kilka mniejszych. Są to płytkie zbiorniki wodne, których średnia głębokość wynosi od 0,6 do 2 m. Większość obszaru rezerwatu odwadnia niewielka rzeka Dawina (lit. Dovinė), prawy dopływ Szeszupy.
Tereny przybrzeżne jezior oraz obszary pomiędzy nimi zajmują kompleksy mokradłowe, największe na terytorium Litwy. Obejmują one trzcinowiska, torfowiska wysokie, przejściowe oraz niskie, a także turzycowiska. Nieco dalej rozciągają się podmokłe łąki oraz wilgotne lasy bagienne (głównie bory sosnowe, a także fragmenty lasów mieszanych i liściastych, w tym cennych przyrodniczo grądów).
Na terenie rezerwatu wytyczono ścieżki dydaktyczne oraz ustawiono 5 platform obserwacyjnych. Siedziba dyrekcji rezerwatu biosfery oraz centrum dla zwiedzających z wystawami edukacyjnymi oraz tarasem widokowym znajduje się we wsi Aleknonys.

### Siedliska
Na obszarze rezerwatu występuje 15 objętych ochroną siedlisk wymienionych w Załączniku I dyrektywy siedliskowej, w tym 7 siedlisk priorytetowych – torfowiska wysokie z roślinnością torfotwórczą (7110*), bory i lasy bagienne (91D0*), łęgi wierzbowe, topolowe, olszowe i jesionowe (91E0*), bagienne liściaste lasy Fennoskandii (9080*), nizinne, bogate florystycznie murawy (6270*), murawy kserotermiczne (6210*) i zachodnia tajga (9010*) – a także m.in. ziołorośla nadrzeczne (6430), świeże łąki użytkowane ekstensywnie (6510), zmiennowilgotne łąki trzęślicowe (6410), torfowiska przejściowe i trzęsawiska (7140) oraz grąd subatlantycki (9160).

### Flora

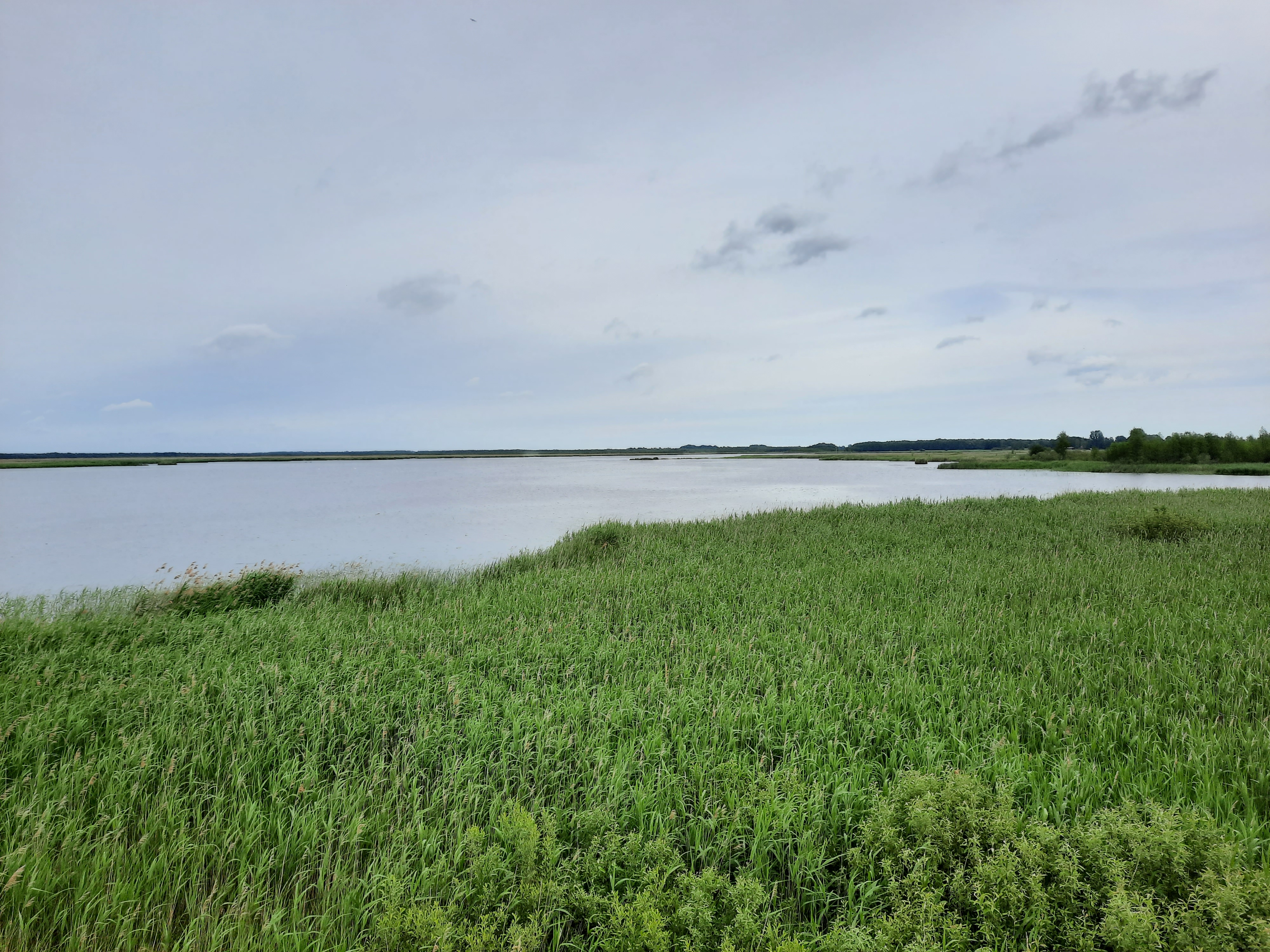
Jezioro Żuwinty (2022)

W Żuwinckim Rezerwacie Biosfery występuje 108 gatunków mchów, 105 gatunków glonów, 107 gatunków grzybów i ponad 600 gatunków roślin wyższych. Torfowiska i wilgotne łąki na terenie rezerwatu porastają gatunki wpisane do litewskiej czerwonej księgi gatunków zagrożonych – gnidosz królewski (Pedicularis sceptrum-carolinum), goryczka wąskolistna (Gentiana pneumonanthe), lipiennik Loesela (Liparis loeselii), żłobik koralowy (Corallorhiza trifida), wełnianka delikatna (Eriophorum gracile), fiołek mokradłowy (Viola stagnina), wyblin jednolistny (Malaxis monophyllos), wierzba lapońska (Salix lapponum) i wierzba borówkolistna (S. myrtilloides), bebłek błotny (Lythrum portula) oraz bardzo rzadka skalnica torfowiskowa (Saxifraga hirculus), a oprócz nich także żurawina błotna (Vaccinium oxycoccos), wrzos zwyczajny (Calluna vulgaris), borówka bagienna (Vaccinium uliginosum) i wełnianka pochwowata (Eriophorum vaginatum).
Na powierzchni jezior występują natomiast grzybienie białe (Nymphaea alba) i grzybienie północne (N. candida), rdestnica pływająca (Potamogeton natans) oraz grążel drobny (Nuphar pumila). Brzegi masowo porasta pałka wąskolistna (Typha angustifolia) oraz turzyce: omska (Carex omskiana), dwustronna (C. disticha) oraz obła (C. diandra).
W słynącym z okazałych grabów (Carpinus betulus) lesie Bukta występują m.in. bluszcz pospolity (Hedera helix), jęczmieniec zwyczajny (Hordelymus europaeus) i groszek wschodniokarpacki (Lathyrus laevigatus). Wiosną kwitnie m.in. czosnek niedźwiedzi (Allium ursinum) i kokorycz pełna (Corydalis solida).

### Fauna
Na terenie rezerwatu odnotowano obecność ok. 2 tys. gatunków owadów (w tym rzadkich, m.in. czerwończyka nieparka (Lycaena dispar), przeplatki maturnej (Euphydryas maturna) i pływaka szerokobrzeżka (Dytiscus latissimus)), 5 gatunków gadów, 10 gatunków płazów (w tym chronionego kumaka nizinnego) oraz 45 gatunków ssaków, zaś w jeziorze Żuwinty żyją 22 gatunki ryb, w tym rzadki piskorz (Misgurnus fossilis). W lasach i na bagnach stale występują łosie (Alces alces), dziki (Sus scrofa), sarny (Capreolus capreolus) oraz wilki (Canis lupus), a brzegi jezior i rzek zamieszkują wydry (Lutra lutra) i gronostaje (Mustela erminea).
Żuwincki Rezerwat Biosfery stanowi jeden z najbogatszych pod względem awifauny obszarów na Litwie. Odnotowano 234 gatunki ptaków, w tym zarówno gatunki lęgowe, jak i wędrowne. Występuje tu m.in. błotniak stawowy (Circus aeruginosus), zielonka (Zapornia parva), podróżniczek (Luscinia svecica), żuraw (Grus grus), perkoz dwuczuby (Podiceps cristatus), kaczka krzyżówka (Anas platyrhynchos), głowienka (Aythya ferina), bekas kszyk (Gallinago gallinago), mewa śmieszka (Chroicocephalus ridibundus), rybitwa czarna (Chlidonias niger) oraz łyska (Fulica atra), a także gęś zbożowa (Anser fabalis) i gęś białoczelna (A. albifrons), dla których rezerwat stanowi ważne miejsce żerowania w czasie przelotów. Podmokłe łąki na terenie rezerwatu są również miejscem, gdzie swoje lęgi odbywa niezwykle rzadka i narażona na wyginięcie wodniczka (Acrocephalus paludicola). Jezioro Żuwinty stanowiło też punkt wyjścia do odtworzenia litewskiej populacji łabędzia niemego (Cygnus olor).
Innymi gatunkami ptaków wpisanymi do litewskiej czerwonej księgi i występującymi w rezerwacie są m.in. cietrzew (Lyrurus tetrix), rycyk (Limosa limosa), łęczak (Tringa glareola) i krwawodziób (T. totanus), krakwa (Anas strepera), płaskonos (A. clypeata) i rożeniec (A. acuta), perkoz zausznik (Podiceps nigricollis) i perkoz rdzawoszyi (P. grisegena), bąk (Botaurus stellaris), trzmielojad (Pernis apivorus), błotniak łąkowy (Circus pygargus), orlik krzykliwy (Aquila pomarina), kropiatka (Porzana porzana) i zielonka (P. parva), kulik wielki (Numenius arquata), batalion (Calidris pugnax), srokosz (Lanius excubitor), wąsatka (Panurus biarmicus), uszatka błotna (Asio flammeus), siewka złota (Pluvialis apricaria), gęś gęgawa (Anser anser), podgorzałka (Aythya nyroca) oraz nur czarnoszyi (Gavia arctica).
W 2017 roku litewski nadawca publiczny LRT we współpracy z irlandzkim radiem RTÉ Radio 1 rozpoczął transmisję na żywo w pierwszą niedzielę maja rano wiosennych śpiewów ptaków z Żuwinckiego Rezerwatu Biosfery.